# Singer Corporation
Singer або Singer Corporation — американська корпорація, виробник космічної та військової техніки, а також побутової техніки (швейних машин, електроприладів), двигунів, меблів та іншої продукції.

## Історія
Заснована в 1851 році Айзеком Зінгером і його компаньйоном Едвардом Кларком, як I.M. Singer&Co. У 1865 році перейменована в Singer Manufacturing Company, а в 1963 — в The Singer Company. 
Першим виробом компанії була швейна машина для загального побутового використання. Компанія Singer почала продавати свої машини на міжнародному рівні в 1855 році і того ж року виграла першу нагороду на Всесвітній виставці. До 1860 року компанія стала найбільшим виробником швейних машин у світі. 
Компанія продемонструвала першу електричну швейну машину на електричній виставці у Філадельфії в 1889 році і розпочала серійне виробництво електричних машин у 1910 році. Singer також була новатором маркетингу та піонером у просуванні платежів у розстрочку.
У 1867 році компанія Singer вирішила, що попит на їх швейні машини у Великій Британії був достатньо високим, щоб відкрити місцеву фабрику в Глазго. Віце-президент компанії Джордж Росс Маккензі обрав Глазго завдяки виробництву заліза, дешевій робочій силі та можливостям доставки. Попит на швейні машини перевершив виробництво на новому заводі, і до 1873 року було завершено будівництво нового більшого заводу. 
У 1882 році було побудовано ще один завод у Шотландії, в Клайдбанку. Маючи майже мільйон квадратних футів площі та майже 7000 працівників, можна було виробляти в середньому 13000 машин на тиждень, що робило його найбільшим заводом швейних машин у світі. Завод був настільки продуктивним, що в 1905 році компанія Singer в США створила та зареєструвала Singer Manufacturing Company Ltd. у Великій Британії. Попит продовжував перевищувати виробництво, тому кожна будівля була розширена вгору до 6 поверхів. Залізнична станція з назвою компанії була заснована в 1907 році з підключенням до сусідніх міст та центральної частини Глазго, щоб допомогти у транспортуванні робочої сили до об'єкту.
Під час Першої світової війни виробництво швейних машин поступилося місцем виробництву боєприпасів. Завод Singer у Клайдбанку отримав понад 5000 державних контрактів і виготовив 303 мільйони артилерійських снарядів, компонентів снарядів, запобіжників та деталей для літаків, а також гранат, деталей для гвинтівок. На кінець війни робоча сила заводу становила близько 70% жінок.
З моменту відкриття в 1884 р. і до 1943 р. фабрика в Клайдбанку виробила приблизно 36 млн швейних машин. Singer був світовим лідером і продавав більше машин, ніж усі інші виробники разом. У 1913 р. завод відвантажив 1,3 млн машин. Наприкінці 1950-х та 1960-х років на фабриці Клайдбанку відбувся період значних змін. У 1958 р. Singer скоротив виробництво на своєму головному американському заводі і передав 40% виробництва фабриці в Клайдбанку, намагаючись зменшити витрати. У період з 1961-го по 1964 рік фабрика в Клайдбанку пройшла програму модернізації вартістю 4 мільйони фунтів стерлінгів, за підсумками якої припинила виробництво чавунних верстатів і зосередилася на виробництві алюмінієвих верстатів для західних ринків. На піку своєї продуктивності в середині 1960-х років у Singer працювало понад 16 000 робітників, але до кінця цього десятиліття відбулися обов'язкові звільнення, а через 10 років робоча сила скоротилася до 5000. Фінансові проблеми та відсутність замовлень змусили найбільший у світі завод швейних машин закритись у червні 1980 року, закінчивши 100 років виробництва швейних машин у Шотландії. Комплекс будівель був зруйнований у 1998 році.
Зінгер відновив розробку швейних машин у 1946 році. Після непростої лінійки зигзагоподібних машин, вперше випущених у 1936 році, вони представили одну зі своїх найпопулярніших, найякісніших та повноцінних машин у 1952 році, 401 Slant-o-Matic. 
У 1960-х роках компанія диверсифікувала свою діяльність, придбавши в 1965 році компанію з виробництва калькуляторів Friden та корпорацію General Precision Equipment Corporation у 1968 році. GPE включала Librascope, The Kearfott Company, Inc та Link Flight Simulation. У 1968 році Singer також викупив GPS Systems і додав її до відділу систем симуляцій зв'язку (LSSD). Цей блок виготовляв симулятори кімнати управління атомною електростанцією в Сілвер Спрінг, штат Меріленд.
Відділ швейних машин був проданий у 1989 році компанії Semi-Tech Microelectronics. Компанія включила Singer в Singer N.V., що базується на нідерландських Антильських островах, яка належить гонконгській холдинговій компанії.
Singer N.V. подала справу про банкрутство в 1999 році і була придбана компанією Kohlberg&Company.
У 2006 році материнська компанія Singer-Kohlberg & Company придбала торгові марки Husqvarna та Pfaff. Це об’єднало три бренди в поточну компанію SVP Group.